# Maciej Krokos
Maciej Roman Krokos pseudonim „Tygrys” (ur. 12 września 1931 w Poznaniu, zm. 14 sierpnia 2016 w Warszawie) – polski działacz podziemia niepodległościowego w czasie II wojny światowej, członek Szarych Szeregów, uczestnik powstania warszawskiego, major WP w stanie spoczynku, działacz kombatancki.

## Życiorys
W czasie okupacji niemieckiej był działaczem Oddziału „Zawisza” Szarych Szeregów. Jego ojciec Adam należał do Armii Krajowej. W trakcie powstania warszawskiego był wraz ze swoim starszym bratem Andrzejem Krokosem ps. „Lew”, łącznikiem Harcerskiej Poczty Polowej w Śródmieściu Południowym. Po upadku powstania warszawskiego wyszedł z Warszawy wraz z ludnością cywilną i wrócił do rodzinnej Podkowy Leśnej. Po wojnie był działaczem kombatanckim, piastował między innymi funkcję przewodniczącego Zarządu Głównego Stowarzyszenia Polskich Kombatantów Obrońców Ojczyzny, przewodniczącego Głównej Komisji Rewizyjnej Światowego Związku Żołnierzy Armii Krajowej oraz zastępcy przewodniczącego Kręgu „Zamek” Stowarzyszenia Szarych Szeregów. Zmarł 14 sierpnia 2016 roku. Pochowany został na cmentarzu w Podkowie Leśnej.

## Kontrowersje
W 2014 roku Maciej Krokos jako członek władz Światowego Związku Żołnierzy Armii Krajowej wziął udział w Niemczech, w prezentacji wystawy pt. „Powstanie Warszawskie 1944”. Został wówczas między innymi sfotografowany wspólnie z Prezydentem RP Bronisławem Komorowskim, Prezydentem Niemiec Joachimem Gauckiem oraz Haliną Wołłowicz, zaś sama fotografia ilustrowała następnie 30 lipca 2014 artykuł pt. Cud w Berlinie na łamach „Gazety Wyborczej”. W odpowiedzi na ten artykuł, na łamach „Gazety Trybunalskiej” w 2015 ukazał się artykuł dziennikarza Pawła Reisinga pt. Kombatanci czy agenci wokół prezydenta Komorowskiego? w którym autor częściowo kwestionował wiarygodność Macieja Krokosa jako działacza kombatanckiego.

## Wybrane odznaczenia
- Krzyż Kawalerski Orderu Odrodzenia Polski[2],
- Krzyż Kawalerski Orderu Zasługi RFN (2015)[7]